# Etroplus maculatus
Etroplus maculatus (Bloch, 1795) è un pesce d'acqua dolce appartenente alla famiglia Cichlidae ed alla sottofamiglia Etroplinae.

## Habitat e Distribuzione
Proviene dall'India e dallo Sri Lanka. Vive soprattutto nelle zone ricche di vegetazione acquatica.

## Descrizione
Il corpo è ovale, molto compresso ai lati. La colorazione di questo pesce in natura non è vistosa: marrone chiara con una macchia nera al centro del corpo, sotto la pinna dorsale. Il ventre è un po' più chiaro, mentre le pinne sono trasparenti. Sotto l'occhio sono presenti delle macchie azzurre. Non supera gli 8 cm.

## Biologia

### Dieta
È un pesce onnivoro: si nutre di avannotti di altre specie, zooplancton e alghe.

### Riproduzione
È oviparo e la fecondazione è esterna. Le uova vengono deposte in una buca nel substrato dove l'acqua non è molto profonda. Entrambi i genitori stanno di guardia agli avannotti finché non sono autosufficienti.

## Acquariofilia
È un ciclide che nonostante la colorazione non molto particolare è comune negli acquario perché ha un temperamento pacifico.